# Gretchen Walsh
Pour les articles homonymes, voir Walsh.
Gretchen Walsh, née le 29 janvier 2003 à Nashville, est une nageuse américaine spécialiste des épreuves de nage libre et papillon.

## Biographie

### Famille et formation
La sœur de Gretchen Walsh est Alex Walsh, elle aussi nageuse professionnelle.
Elle étudie à l'université de Virginie pour laquelle elle nage également.

### Carrière sportive
Gretchen Walsh détient deux records junior en relais 4 × 100 m 4 nages et en relais 4 × 100 m nage libre,.
Elle se classe deuxième au relais 4 × 100 m nage libre aux Mondiaux de Fukuoka en 2023 et gagne sa première médaille en individuel dans le 50 m papillon.
En 2024, à 21 ans, Gretchen Walsh obtient le record du 100 m papillon dames lors des qualifications aux jeux olympiques de son pays. L'année suivante, elle parvient à améliorer par deux fois celui-ci, lors de la même journée de compétition aux Tyr Pro Swim Series de Fort Lauderdale, établissant un nouveau temps de référence à 54.60 s.

## Palmarès

### Jeux olympiques
- Jeux olympiques d'été de 2024 à Paris :
  -  Médaille d'or du relais 4 × 100 m quatre nages.
  -  Médaille d'or du relais 4 × 100 m quatre nages mixte.
  -  Médaille d'argent du 100 m papillon.
  -  Médaille d'argent du relais 4 × 100 m nage libre.

### Championnats du monde grand bassin
- Championnats du monde 2023 à Fukuoka :
  -  Médaille d'or du relais 4 x 100 m quatre nages.
  -  Médaille d'argent du relais 4 x 100 m nage libre.
  -  Médaille de bronze du 50 m papillon.
- Championnats du monde 2025 à Singapour :
  -  Médaille d'or du 50 m papillon.
  -  Médaille d'or du 100 m papillon.
  -  Médaille d'or du relais 4 x 100 m quatre nages.

### Championnats du monde petit bassin
- Championnats du monde de natation en petit bassin 2024 à Budapest :
  -  Médaille d'or du 50 m nage libre.
  -  Médaille d'or du 100 m nage libre.
  -  Médaille d'or du 50 m papillon.
  -  Médaille d'or du 100 m papillon.
  -  Médaille d'or du 100 m quatre nages.
  -  Médaille d'or du relais 4 x 100 m nage libre.
  -  Médaille d'or du relais 4 x 100 m 4 nages.